# Sung Žen-čchiung

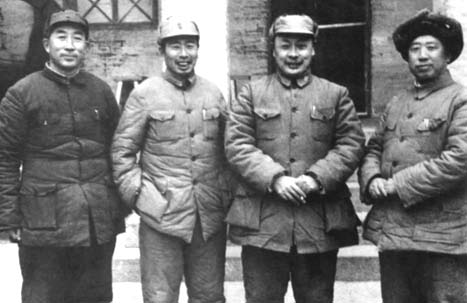
Fotografie pořízená během občanské války proti Kuomintangu v roce 1945. Sung Žen-čchiung s dalšími vojenskými představiteli komunistické strany Číny. (Zleva: Po I-po, Sung Žen-čchiung, Čchen I, Tcheng Taj-jüan)

Sung Žen-čchiung (čínsky pchin-jinem Sòng Rènqióng, znaky zjednodušené 宋任穷, tradiční 宋任窮; 11. července 1909 – 8. ledna 2005) byl generál Čínské lidově osvobozenecké armády, blízký spolupracovník vojenského velitele a maršála Liou Po-čchenga (pchin-jin Liú Bóchéng) a politicky aktivní osobnost 20. století v Číně.  

## Počátky do založení ČLR
Sung Žen-čchiung se narodil 11. července 1909 v Liou-jangu, v provincii Chu-nan. V roce 1926 se stal členem Komunistické strany Číny (KS Číny), vystudoval Vojenskou akademii Whampoa (黄埔军校) a v roce 1927 začal sloužit v čínské Rudé armádě. V roce 1932 pracoval na politickém oddělení 5. pluku Rudé armády, který vznikl reorganizací 26. armády, která přeběhla ke komunistům od Nacionalistické revoluční armády. V letech 1934–1935 se Sung Žen-čchiung účastnil Dlouhého pochodu jako komisař kádrového sboru Rudé armády, v roce 1936 sloužil ve 28. skupině armád Rudé armády a v roce 1938 v jezdeckém pluku v provincii Che-pej. Od roku 1943 vyučoval na Ústřední Akademii Komunistické strany Číny a v roce 1945 byl na VII. sjezdu KS Číny zvolen kandidátem ústředního výboru KS Číny. Během čínské občanské války v letech 1946–1949 byl velitelem severního a centrálního vojenského regionu v Che-peji a komisařem čtvrtého armádního sboru Rudé armády, která se v posledních letech občanské války přejmenována na Čínskou lidově osvobozeneckou armádou. Když Liou Po-čcheng s lidově osvobozeneckou armádou okupoval v roce 1949 tehdejší kuomintangské hlavní město Nanking, byl Sung Žen-čchiung zvolen předsedou Nankingské vojenské kontrolní komise.

## Po založení ČLR
Po založení Čínské lidové republiky v roce 1949 až roku 1967 vystřídal Sung Žen-čchiung mnoho významných funkcí a působil například jako tajemník provinčního výboru KS Číny v Jün-nanu (1950), zástupce tajemníka jihozápadního byra ÚV KS Číny (1952–1953), člen Národního obranného výboru (1954), členem politbyra ÚV KS Číny (1956-1966), zástupcem generálního tajemníka Ústředního výboru KSČ (1956), ministrem strojírenství (1956–1958), tajemníkem severovýchodního byra ÚV KS Číny (1961),  člen delegace KSČ do Severní Koreje (1963), místopředseda Ústředního poradního výboru Čínské lidové republiky (1965) a další. Mimo jiné byl v roce 1955 jmenován generálplukovníkem a vyznamenán Řádem 1. srpna za zásluhy při osvobození Číny během první čínské občanské války, Řádem nezávislosti a svobody za zásluhy během druhé čínsko-japonské války, a francouzským Řádem osvobození (English: Order of Liberation) za zásluhy při osvobození Francie a jejího okolí během druhé světové války, když se Čína přidala na stranu Spojenců.

## Kulturní revoluce
Během Kulturní revoluce v roce 1967 byl však Sung Žen-čchiung opakovaně napadán Rudými gardami, označen za přeběhlíka, zrádce a kapitalistu, a v roce 1968 byl veřejně lynčován v Pekingu. Po tomto incidentu se na chvíli ztratil z veřejného života. Zpět do veřejného života se vrátil zase v roce 1978 a opět vystřídal mnoho veřejných funkcí. V letech 1978–1980 působil jako vedoucí Organizačního oddělení KS Číny a hrál důležitou roli v rehabilitaci osob politicky stíhaných během Kulturní revoluce v letech 1966–1976. Sung Žen-čchiung byl také řazen mezi „osm nesmrtelných Komunistické strany Číny“, kteří stáli u založení ČLR v roce 1949, a kteří určovali politiku ČLR po smrti Mao Ce-tunga v roce 1976.
Sung Žen-čchiung zemřel v 95 letech v Pekingu na následky nemoci.